# Pachyramphus polychopterus
Pachyramphus polychopterus là một loài chim trong họ Tityridae.